# خانواده دال
خانواده دال (انگلیسی: The Doll Family) یک گروه چهارنفره آلمانی-آمریکایی متشکل از برادر و خواهران کوتاه‌قامت بازیگر بودند که از اشتولپن به ایالات متحده آمریکا آمده بودند. آنها از اواسط دهه ۱۹۱۰ تا زمان بازنشستگی خود در سال ۱۹۵۸ در سیرک‌ها و نمایش تفریحی جنبی در ایالات متحده آمریکا هنرنمایی کرده و محبوبیت یافتند. اعضای خانواده - «گریسی»، «هَری»، «دِیزی» و «تاینی» - نیز در چند فیلم سینمایی نقش‌آفرینی نمودند و به‌ویژه در نقش اعضای «مانچکین‌ها» در فیلم «جادوگر شهر از» در یادها مانده‌اند.
این چهار نفر در واقع چهار فرزند از هفت فرزند «آملیا اما پروشه» و «گوستاو اشنایدر» ساکن اشتولپن آلمان بودند و پدرشان آنان را تشویق کرد تا در حوزهٔ سرگرمی و نمایش فعالیت کنند و از وضعیت کم‌کاری هیپوفیز خود، کمال استفاده را ببرند. آنها پس از مهاجرت به کالیفرنیا نام‌خانوادگی مدیر برنامه های خود «اِرلز» را برای خود برگزیدند، اما پس از مرگ این شخص نام‌خانوادگی شان را به «دال» تغییر دادند.
از فیلم‌هایی که آنان در آن نقش‌آفرینی نموده‌اند، می‌توان به عجیب‌الخلقه‌ها، جادوگر شهر از و محموله ویژه اشاره کرد. همچنین «دِیزی» در سال ۱۹۵۲ نقش کوچکی در بزرگ‌ترین نمایش روی زمین ایفا نمود. «هَری» نیز در برادر کوچولو بازی کرده است.
فیلمِ عجیب‌الخلقه‌ها پس از انتشار در ۱۹۳۲ میلادی، وحشتناک توصیف شد و در ایالات متحده آمریکا با حذف صحنه‌های فراوانی اکران شد، در بریتانیا ممنوع گردید و در کانادا «بی رحمانه، غیر عادی و مضحک» نامیده شد.

## اعضا
| نام هنری  | نام واقعی          | محل تولد       | زمان تولد     | محل مرگ                                | زمان مرگ                 |
| هَری اِرلز  | کورت فریتس اشنایدر | اشتولپن، آلمان | ۳ آوریل ۱۹۰۲  | ساراسوتا، فلوریدا، ایالات متحده آمریکا | ۴ مه ۱۹۸۵؛ (۸۳ سال)      |
| دِیزی اِرلز | هیلدا اِما اشنایدر  | اشتولپن، آلمان | ۲۹ آوریل ۱۹۰۷ | ساراسوتا، فلوریدا، ایالات متحده آمریکا | ۱۵ مارس ۱۹۸۰؛ (۷۲ سال)   |
| گریسی دال | فریدا آ. اشنایدر   | اشتولپن، آلمان | ۱۲ مارس ۱۸۹۹  | ساراسوتا، فلوریدا، ایالات متحده آمریکا | ۸ نوامبر ۱۹۷۰؛ (۷۱ سال)  |
| تاینی دال | اِلی آنی اشنایدر    | اشتولپن، آلمان | ۲۳ ژوئیه ۱۹۱۴ | ساراسوتا، فلوریدا، ایالات متحده آمریکا | ۶ سپتامبر ۲۰۰۴؛ (۹۰ سال) |

## نگارخانه

خانواده دال
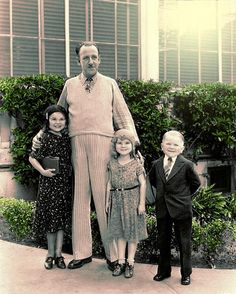
خانواده دال در کنار تاد براونینگ
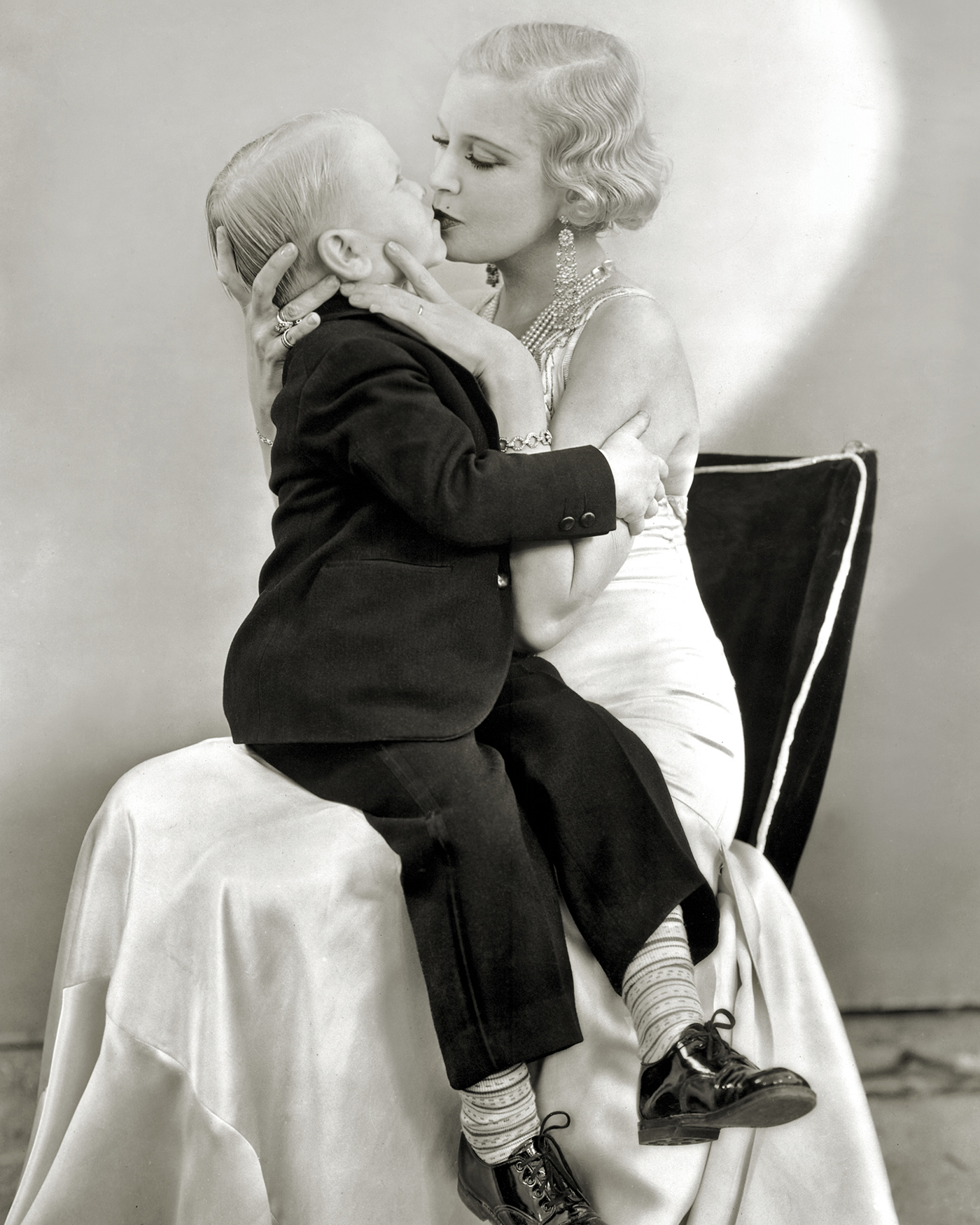
هَری ارلز در صحنه‌ای از فیلم عجیب‌الخلقه‌ها روی پاهای اولگا باکلانووا
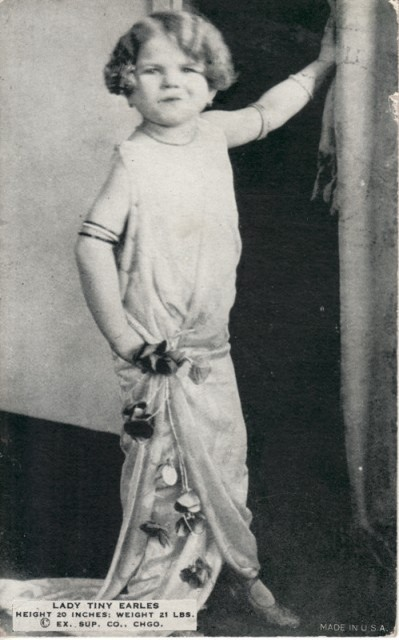
تاینی دال در سال ۱۹۲۵